# Mitjana ponderada
La mitjana ponderada d'un conjunt de nombres és el resultat de multiplicar cadascun dels nombres per un valor particular per cadascun d'ells, anomenat el seu pes, obtenint a continuació la suma d'aquests productes, i dividint el resultat per la suma del pesos. El pes depèn de la importància o significació de cadascun dels valors.

## Definició
Per una sèrie de dades
{\displaystyle X=\{x_{1},x_{2},...,x_{n}\}}
a la qual corresponen els pesos
{\displaystyle W=\{w_{1},w_{2},...,w_{n}\}}
la mitjana ponderada es calcula com
{\displaystyle {\bar {x}}={\frac {\sum _{i=1}^{n}x_{i}w_{i}}{\sum _{i=1}^{n}w_{i}}}}
O bé,
{\displaystyle {\bar {x}}={\frac {x_{1}w_{1}+x_{2}w_{2}+x_{3}w_{3}+...+x_{n}w_{n}}{w_{1}+w_{2}+w_{3}+...+w_{n}}}}

Si els pesos són tots iguals, és a dir, {\displaystyle w_{i}=w} per a {\displaystyle 1\leq i\leq n}, llavors la mitjana ponderada coincideix amb la mitjana aritmètica.

## Exemple
Un exemple de mitjana ponderada és l'obtenció de les notes d'una oposició en les quals s'assigna una importància diferent (el pes) a cadascuna de les proves que conformen l'examen. Si els exàmens tenen un pes del 30%, del 20% i del 50%, respectivament, amb les notes 6.4, 9.2 i 8.1, llavors:
Notes: {\displaystyle X=\{6.4,9.2,8.1\}\,}
Pesos: {\displaystyle W=\{0.3,0.2,0.5\}\,}
Mitjana ponderada: {\displaystyle {\bar {x}}={\frac {6.4\cdot 0.3+9.2\cdot 0.2+8.1\cdot 0.5}{0.3+0.2+0.5}}=7.81\,}

## Pesos normalitzats
Per a cada pes {\displaystyle w_{i}} de la dada {\displaystyle x_{i}} s'anomena pes normalitzat a
{\displaystyle w'_{i}={\frac {w_{i}}{\sum _{k=1}^{n}w_{k}}}}
Aleshores, la suma dels pesos normalitzats és 1 i, per tant, la mitjana ponderada (amb els pesos inicials {\displaystyle w_{i}}) és
{\displaystyle {\bar {x}}=\sum _{k=1}^{n}x_{i}\cdot w'_{i}}